# ماساکی میورا
ماساکی میورا (ژاپنی: 三浦 雅樹؛ زادهٔ ۴ آوریل ۱۹۸۶) یک بازیکن فوتبال اهل ژاپن است.
از باشگاه‌هایی که در آن بازی کرده‌است می‌توان به باشگاه فوتبال یوکوهاما اشاره کرد.